# Réorganisation des corps de cavalerie français (1791)
Pour les articles homonymes, voir Réorganisation des corps de cavalerie français et Amalgame.
L'ordonnance royale du 1er janvier 1791 réorganise les corps de cavalerie de l'armée française en 27 régiments de cavalerie de bataille, 25 de chasseurs à cheval, 21 de dragons, 12 de hussards et 2 de carabiniers.

## Sommaire
Régiments de carabiniers
1er – 2e.
Régiments de cavalerie
1er – 2e – 3e – 4e – 5e – 6e – 7e – 8e – 9e – 10e – 11e – 12e – 13e – 14e – 15e – 16e – 17e – 18e – 19e – 20e – 21e – 22e – 23e – 24e – 25e – 26e – 27e
Régiments de dragons
1er – 2e – 3e – 4e – 5e – 6e – 7e – 8e – 9e – 10e – 11e – 12e – 13e – 14e – 15e – 16e – 17e – 18e – 19e – 20e – 21e
Régiments de chasseurs à cheval
1er – 2e – 3e – 4e – 5e – 6e – 7e – 8e – 9e – 10e – 11e – 12e – 13e – 13e bis – 14e – 15e – 16e – 17e – 18e – 19e – 20e – 21e – 22e – 23e – 24e – 25e
Régiments de hussards
1er – 2e – 3e – 4e – 5e – 6e – 7e – 7e bis – 8e – 9e – 10e – 11e – 12e
Infanterie
Bibliographie –  Liens externes – Notes et références

## Historique
Avant 1791, on distinguait plusieurs corps de cavalerie :
- Les régiments royaux
- Les régiments des princes
- Les régiments de gentilshommes
- Les régiments du nom de provinces

Les régiments royaux
On appelait régiments royaux ceux du Roi, de la Reine, Royal-Picardie etc.
Les régiments des princes
Les régiments des princes étaient ceux qui avait pour mestres de camp, ou colonels, des princes du sang. C'étaient les régiments d'Orléans, de Bourbon, de Conti, etc.
Les régiments de gentilshommes
Les régiments de gentilshommes étaient ceux qui portaient les noms de leurs mestres de camp ou colonels. Parmi ceux-ci on peut citer les régiments de Turenne, de Schomberg, etc.
Les régiments du nom de provinces
Les régiments créé au nom des provinces comme Chasseurs de Picardie, d'Alsace, de Champagne etc.
Avant la Révolution française, la cavalerie se composait de carabiniers, de dragons, de hussards, de chasseurs à cheval et de cavalerie légère. Cette dernière prit ensuite la dénomination de grosse cavalerie en raison de la nature de son armement et de la taille des chevaux 

L'ordonnance du 1er janvier 1791 fait disparaître ces diverses dénominations et prescrit qu'à l'avenir les régiments de cavalerie, de hussards, de dragons et de chasseurs ne seront plus désignés que par le numéro du rang qu'ils occupaient entre eux.
Régiments de cavalerie
5 régiments de cavalerie sont créés en 1791 et 1792 :
- Le 23e régiment de cavalerie est formé en 1791 de l'ancien régiment Mestre de Camp Général cavalerie et qui avait été licencié le 7 décembre 1790.
- Les 24e et 25e régiments de cavalerie formés en 1791 à l'École Militaire.
- Le 26e régiment de cavalerie formé en 1792 de la 3e division des Volontaires nationaux.
- Le 27e régiment de cavalerie formé en 1792.

Régiments de dragons
3 régiments de dragons sont créés en 1793 :
- Le 19e régiment de dragons est formé le 24 février 1793 à partir de la cavalerie des volontaires d'Angers et d'une partie de la cavalerie des légions du Nord et des Francs.
- Le 20e régiment de dragons est formé en 1793 à partir des dragons de Jemmapes.
- Le 21e régiment de dragons est formé en 1793 à partir des dragons de la Manche et de la cavalerie de la légion de la Police.

Régiments de chasseurs à cheval
Les 6 premiers régiments de chasseurs à cheval ont été formés en 1779 à partir des escadrons de chasseurs créés en 1776 dans chacun des 24 régiments de dragons existant à cette époque.

Le 17 mars 1788, les régiments de dragons de Boufflers, de Montmorency, Deux-Ponts, Durfort, Ségur et Languedoc, constituèrent 6 nouveaux régiments de chasseurs à cheval et prirent les 6 premiers numéros. 
A la même période, les 6 autres régiments de chasseurs à cheval qui avait été formés à partir des escadrons de chasseurs déjà existant prirent les numéros de 7 à 12.

De 1793 à 1795, 13 nouveaux régiments de chasseurs à cheval furent créés et qui ont pris les numéros de 13 à 25.
Régiments de hussards
Les anciens régiments prirent les numéros de 1 à 6. 

L'ordonnance du 1er janvier 1791 créé 8 nouveaux régiments de hussards qui prirent les numéros de 6 à 12. Après l'émigration du régiment des hussards de Saxe, les anciens régiments se trouvèrent réduit à 5. Ainsi, par décret du 4 juin 1793, les régiments portant les numéros 5 à 10 avancent d'un rang. Le régiment Colonel-Général hussards qui avait le numéro 5 pris le numéro 4, le régiment de Lauzun hussards qui avait le numéro 6 pris le numéro 5 et 7e régiment de hussards qui était le premier régiment de nouvelle formation pris le numéro 6e et ainsi de suite.
En 1794, les troupes à cheval des légions non amalgamées et quelques corps-francs furent incorporés dans les régiments de cavalerie.

## Numéros d'ordre des régiments de carabiniers

### 1ercarabiniers
Le 1er régiment de carabiniers est formé d'une partie du régiment des carabiniers de Monsieur, créé en 1693, qui est dédoublé.
Historique
Le 1er régiment de carabiniers fait les campagnes de 1792 et 1793 à l'armée de la Moselle et celle de 1794 aux armées du Nord et de la Moselle.

Le régiment se distingue, en 1793, aux batailles d'Arlon et de Wœrth.

Lors de la réorganisation de 1796 le 1er régiment de carabiniers garde son nom.

### 2ecarabiniers
Le 2e régiment de carabiniers est formé d'une autre partie du régiment des carabiniers de Monsieur, créé en 1693, qui est dédoublé.
Historique
Le 2e régiment de carabiniers fait les campagnes de 1792 et 1793 à l'armée de la Moselle et celle de 1794 aux armées du Nord et du Rhin et Moselle.

Tout comme le 1er régiment, le 2e se distingue également, en 1793, aux batailles d'Arlon et de Wœrth.

Lors de la réorganisation de 1796 le 2e régiment de carabiniers garde son nom.

## Numéros d'ordre des régiments de cavalerie
Régiments de cavalerie
5 régiments de cavalerie sont créés en 1791 et 1792 :
- Le 23e régiment de cavalerie est formé en 1791 de l'ancien régiment Mestre de Camp Général cavalerie et qui avait été licencié le 7 décembre 1790.
- Les 24e et 25e régiments de cavalerie formés en 1791 à l'École Militaire.
- Le 26e régiment de cavalerie formé en 1792 de la 3e division des Volontaires nationaux.
- Le 27e régiment de cavalerie formé en 1792.

Ces régiments sont parfois dénommés grosse cavalerie

### 1erde cavalerie
Le 1er régiment de cavalerie est formé du régiment Colonel-Général cavalerie, créé en 1635.
Historique
Le 1er régiment de cavalerie fait les campagnes de 1792, 1793 et 1794 à l'armée du Nord.

Lors de la réorganisation de 1796 le 1er régiment de cavalerie garde son nom.

### 2ede cavalerie
Le 2e régiment de cavalerie est formé du régiment Royal cavalerie, créé en 1635.
Historique
Le 2e régiment de cavalerie fait les campagnes de 1792, 1793 et 1794 à l'armée du Rhin.

Lors de la réorganisation de 1796 le 2e régiment de cavalerie garde son nom.

### 3ede cavalerie
Le 3e régiment de cavalerie est formé du régiment du Commissaire Général cavalerie, créé en 1645.
Historique
Le 3e régiment de cavalerie fait les campagnes de 1792, 1793 et 1794 aux armées du Nord et de Sambre-et-Meuse.
 
Il se distingue le 6 novembre 1792 à la bataille de Jemmapes.

Lors de la réorganisation de 1796 le 3e régiment de cavalerie garde son nom.

### 4ede cavalerie
Le 4e régiment de cavalerie est formé du régiment de La Reine cavalerie, créé en 1651.
Historique
Le 4e régiment de cavalerie fait les campagnes de 1792, 1793 et 1794 aux armées de la Moselle et de Sambre-et-Meuse.
 
Il se distingue le 20 septembre 1792 à la bataille de Valmy.

Lors de la réorganisation de 1796 le 4e régiment de cavalerie garde son nom.

### 5ede cavalerie
Le 5e régiment de cavalerie est formé du régiment Royal-Pologne cavalerie, créé en 1672.
Historique
Le 5e régiment de cavalerie fait les campagnes de 1792 et 1793 à l'armée des Alpes et celle de 1794 à  l'armée d'Italie.

Lors de la réorganisation de 1796 le 5e régiment de cavalerie garde son nom.

### 6ede cavalerie
Le 6e régiment de cavalerie est formé du régiment du Roi cavalerie, créé en 1635.
Historique
Le 6e régiment de cavalerie fait les campagnes de 1792, 1793 et 1794 à l'armée du Nord.

Lors de la réorganisation de 1796 le 6e régiment de cavalerie garde son nom.

### 7ede cavalerie
Le 7e régiment de cavalerie est formé du régiment Royal-Étranger cavalerie, créé en 1659.
Historique
Le 7e régiment de cavalerie fait les campagnes de 1792 et 1793 à l'armée des Ardennes et celle de 1794 à l'armée du Nord.

Lors de la réorganisation de 1796 le 7e régiment de cavalerie garde son nom.

### 8ede cavalerie
Le 8e régiment de cavalerie est formé du régiment des Cuirassiers du Roi, créé en 1638.
Historique
Le 8e régiment de cavalerie fait les campagnes de 1792 et 1793 à l'armée de la Moselle et celle de 1794 à l'armée du Nord.

Lors de la réorganisation de 1796 le 8e régiment de cavalerie garde son nom.

### 9ede cavalerie
Le 9e régiment de cavalerie est formé du régiment d'Artois cavalerie, créé en 1666.
Historique
Le 9e régiment de cavalerie fait les campagnes de 1792, 1793 et 1794 à l'armée du Rhin

Lors de la réorganisation de 1796 le 9e régiment de cavalerie garde son nom.

### 10ede cavalerie
Le 10e régiment de cavalerie est formé du régiment de Royal-Cravate, créé en 1667.
Historique
Le 10e régiment de cavalerie fait les campagnes de 1792, 1793 et 1794 à l'armée de la Moselle
 
Le régiment est à la bataille de Valmy le 20 septembre 1792

Lors de la réorganisation de 1796 le 10e régiment de cavalerie garde son nom.

### 11ede cavalerie
Le 11e régiment de cavalerie est formé du Régiment Royal-Roussillon cavalerie, créé en 1668.
Historique
Le 11e régiment de cavalerie fait les campagnes de 1792, 1793 et 1794 à l'armée de la Moselle.

Lors de la réorganisation de 1796 le 11e régiment de cavalerie garde son nom

### 12ede cavalerie
Le 12e régiment de cavalerie est formé du régiment du Dauphin cavalerie, créé en 1669.
Historique
Le 12e régiment de cavalerie fait les campagnes de 1792, 1793 et 1794 à l'armée du Rhin.

Lors de la réorganisation de 1796 le 12e régiment de cavalerie garde son nom

### 13ede cavalerie
Le 13e régiment de cavalerie est formé du régiment d'Orléans cavalerie, créé en 1670.
Historique
Le 13e régiment de cavalerie fait les campagnes de 1792, 1793 et 1794 à l'armée du Nord.

Lors de la réorganisation de 1796 le 13e régiment de cavalerie garde son nom

### 14ede cavalerie
Le 14e régiment de cavalerie est formé du régiment Royal-Piémont cavalerie, créé en 1671.
Historique
Le 14e régiment de cavalerie fait les campagnes de 1792, 1793 et 1794 à l'armée du Rhin.
 
Le régiment faisait partie de la garnison de Mayence en 1793

Lors de la réorganisation de 1796 le 14e régiment de cavalerie garde son nom

### 15ede cavalerie
Le 15e régiment de cavalerie est formé du régiment Royal-Lorraine cavalerie, créé en 1671.
Historique
Le 15e régiment de cavalerie fait les campagnes de 1792, 1793 et 1794 à l'armée des Ardennes.

Lors de la réorganisation de 1796 le 15e régiment de cavalerie garde son nom

### 16ede cavalerie
Le 16e régiment de cavalerie est formé du régiment Royal-Bourgogne cavalerie, créé en 1671.
Historique
Le 16e régiment de cavalerie fait les campagnes de 1792, 1793 et 1794 à l'armée du Nord.
 
Le régiment se distingue à la bataille de Nerwinden le 18 mars 1793.

Lors de la réorganisation de 1796 le 16e régiment de cavalerie garde son nom

### 17ede cavalerie
Le 17e régiment de cavalerie est formé du régiment de Berry cavalerie, créé en 1673.
Historique
Le 17e régiment de cavalerie fait les campagnes de 1792 et 1793 à l'armée des Ardennes et celle 1794 à l'armée du Nord.
 
Le régiment se distingue le 20 septembre 1792 à la bataille de Valmy.

Lors de la réorganisation de 1796 le 17e régiment de cavalerie garde son nom

### 18ede cavalerie
Le 18e régiment de cavalerie est formé du régiment Royal-Normandie cavalerie, créé en 1674.
Historique
Le 18e régiment de cavalerie fait les campagnes de 1792, 1793 et 1794 à l'armée du Rhin.

Lors de la réorganisation de 1796 le 18e régiment de cavalerie garde son nom

### 19ede cavalerie
Le 19e régiment de cavalerie est formé du régiment Royal-Champagne cavalerie, créé en 1682.
Historique
Le 19e régiment de cavalerie fait les campagnes de 1792, 1793 et 1794 à l'armée du Nord.

Lors de la réorganisation de 1796 le 19e régiment de cavalerie garde son nom

### 20ede cavalerie
Le 20e régiment de cavalerie est formé du régiment Royal-Picardie cavalerie, créé en 1654.
Historique
Le 20e régiment de cavalerie fait les campagnes de 1792, 1793 et 1794 à l'armée du Nord.

Lors de la réorganisation de 1796 le 20e régiment de cavalerie garde son nom

### 21ede cavalerie
Le 21e régiment de cavalerie est formé du régiment Royal-Navarre cavalerie, créé en 1647.
Historique
Le 21e régiment de cavalerie fait les campagnes de 1792, 1793 et 1794 aux armées du Nord et du Rhin.

Le régiment se distingue à la bataille de Nerwinden.

Lors de la réorganisation de 1796 le 21e régiment de cavalerie garde son nom

### 22ede cavalerie
Le 22e régiment de cavalerie est formé du régiment Royal-Guyenne cavalerie, créé en 1779.
Historique
Le 22e régiment de cavalerie fait les campagnes de 1792 et 1793 à l'armée des Ardennes et celle de 1794 à l'armée du Nord.

Lors de la réorganisation de 1796 le 22e régiment de cavalerie garde son nom

### 23ede cavalerie
Le 23e régiment de cavalerie est formé en 1791 de l'ancien régiment Mestre de Camp Général cavalerie, créé en 1635 et qui avait été licencié le 7 décembre 1790.
Historique
Le 23e régiment de cavalerie fait les campagnes de 1792, 1793 et 1794 à l'armée des Ardennes. Il se fait remarquer à la bataille de Nerwinden le 18 mars 1793.

Lors de la réorganisation de 1796 le 23e régiment de cavalerie garde son nom

### 24ede cavalerie
Le 24e régiment de cavalerie est formé le 28 janvier 1791 à l'École Militaire.
Historique
Le 24e régiment de cavalerie fait les campagnes de 1792 et 1793 à l'armée du Nord et celle de 1794 à l'armée de l'Ouest.

Lors de la réorganisation de 1796 le 24e régiment de cavalerie garde son nom

### 25ede cavalerie
Le 25e régiment de cavalerie est formé en 1791 à l'École Militaire.
Historique
Le 25e régiment de cavalerie fait les campagnes de 1792, 1793 et 1794 à l'armée du Nord.

Lors de la réorganisation de 1796 le 25e régiment de cavalerie garde son nom

### 26ede cavalerie
Le 26e régiment de cavalerie est formé en 1792 de la 3e division des Volontaires nationaux.
Historique
Le 26e régiment de cavalerie fait les campagnes de 1793 et 1794 à l'armée des Pyrénées.

Il est licencié en 1795.

### 27ede cavalerie
Le 27e régiment de cavalerie est formé en 1792.
Historique
Le 27e régiment de cavalerie ne fait aucune campagnes et est licencié en 1795.

## Numéros d'ordre des régiments de dragons
Régiments de dragons
3 régiments de dragons sont créés en 1793 :
- Le 19e régiment de dragons est formé le 24 février 1793 à partir de la cavalerie des volontaires d'Angers et d'une partie de la cavalerie des légions du Nord et des Francs.
- Le 20e régiment de dragons est formé en 1793 à partir des dragons de Jemmapes.
- Le 21e régiment de dragons est formé en 1793 à partir des dragons de la Manche et de la cavalerie de la légion de la Police.

### 1erdragons
Le 1er régiment de dragons est formé du régiment Royal dragons, créé en 1656.
Historique
Le 1er régiment de dragons fait les campagnes de 1792, 1793 et 1794 à l'armée de la Moselle.

Lors de la réorganisation de 1796 le 1er régiment de dragons garde son nom

### 2edragons
Le 2e régiment de dragons est formé du régiment de Condé dragons, créé en 1665.
Historique
Le 2e régiment de dragons fait les campagnes de 1792 et 1793 à l'armée du Nord et celle de 1794 à l'armée de l'Ouest.

Le régiment se distingue particulièrement à la bataille de Nerwinden le 18 mars 1793.

Lors de la réorganisation de 1796 le 2e régiment de dragons garde son nom

### 3edragons
Le 3e régiment de dragons est formé du régiment de Bourbon dragons, créé en 1649.
Historique
Le 3e régiment de dragons fait les campagnes de 1792, 1793 et 1794 à l'armée du Nord et participe à la bataille de Jemappes.

Le régiment se distingua particulièrement à la bataille de Sprimont le 2 complémentaire an II (18 septembre 1794).

Lors de la réorganisation de 1796 le 3e régiment de dragons garde son nom

### 4edragons
Le 4e régiment de dragons est formé du régiment de Conti dragons, créé en 1667.
Historique
Le 4e régiment de dragons fait les campagnes de 1792, 1793 et 1794 à l'armée du Rhin.

Lors de la réorganisation de 1796 le 4e régiment de dragons garde son nom

### 5edragons
Le 5e régiment de dragons est formé du régiment Colonel-Général dragons, créé en 1668.
Historique
Le 5e régiment de dragons fait les campagnes de 1792 et 1793 à l'armée du Nord et celle de 1794 à l'armée des Ardennes. Il participe à la bataille de Jemappes

Lors de la réorganisation de 1796 le 5e régiment de dragons garde son nom

### 6edragons
Le 6e régiment de dragons est formé du régiment de La Reine dragons, créé en 1673.
Historique
Le 6e régiment de dragons fait les campagnes de 1792, 1793 et 1794 à l'armée du Nord.

Lors de la réorganisation de 1796 le 6e régiment de dragons garde son nom

### 7edragons
Le 7e régiment de dragons est formé du régiment du Dauphin dragons, créé en 1673.
Historique
Le 7e régiment de dragons fait les campagnes de 1792, 1793 et 1794 à l'armée du Nord.

Le régiment se distingue particulièrement à la bataille de Jemmapes le 6 novembre 1792.

Lors de la réorganisation de 1796 le 7e régiment de dragons garde son nom

### 8edragons
Le 8e régiment de dragons est formé du régiment de Penthièvre dragons, créé en 1673.
Historique
Le 8e régiment de dragons fait les campagnes de 1792 et 1793 à l'armée du Rhin et celle de 1794 à l'armée de la Moselle.

Lors de la réorganisation de 1796 le 8e régiment de dragons garde son nom

### 9edragons
Le 9e régiment de dragons est formé du régiment de Lorraine dragons, créé en 1673.
Historique
Le 9e régiment de dragons fait les campagnes de 1792 et 1793 à l'armée des Alpes et celle de 1794 à l'armée d'Italie.

Lors de la réorganisation de 1796 le 9e régiment de dragons garde son nom

### 10edragons
Le 10e régiment de dragons est formé du régiment Mestre de Camp Général dragons, créé en 1674.
Historique
Le 10e régiment de dragons fait les campagnes de 1792 et 1793 à l'armée du Nord et celle de 1794 à l'armée des Ardennes.

Lors de la réorganisation de 1796 le 10e régiment de dragons garde son nom

### 11edragons
Le 11e régiment de dragons est formé du régiment d'Angoulême dragons, créé en 1674.
Historique
Le 11e régiment de dragons fait les campagnes de 1792, 1793 et 1794 à l'armée du Rhin.

Lors de la réorganisation de 1796 le 11e régiment de dragons garde son nom

### 12edragons
Le 12e régiment de dragons est formé du régiment d'Artois dragons, créé en 1675.
Historique
Le 12e régiment de dragons fait les campagnes de 1792, 1793 et 1794 à l'armée du Nord.

Lors de la réorganisation de 1796 le 12e régiment de dragons garde son nom

### 13edragons
Le 13e régiment de dragons est formé du régiment des dragons de Monsieur, créé en 1676.
Historique
Le 13e régiment de dragons fait les campagnes de 1792, 1793 et 1794 à l'armée du Nord.

Le régiment se distingua particulièrement à la bataille de Jemmapes le 6 novembre 1792.

Lors de la réorganisation de 1796 le 13e régiment de dragons garde son nom

### 14edragons
Le 14e régiment de dragons est formé du régiment de Chartres dragons, créé en 1672.
Historique
Le 14e régiment de dragons fait les campagnes de 1792, 1793 et 1794 à l'armée de la Moselle.

Le régiment se distingua particulièrement à la bataille de Werdt le 3 nivôse an II (25 décembre 1793).

Lors de la réorganisation de 1796 le 14e régiment de dragons garde son nom

### 15edragons
Le 15e régiment de dragons est formé du régiment de Noailles dragons, créé en 1688.
Historique
Le 15e régiment de dragons fait les campagnes de 1792 et 1793 à l'armée d'Italie et celle de 1794 à l'armée des Pyrénées Orientales. En 1793, le régiment reçu l'apport des dragons de la légion des Allobroges qui venait d'être dissoute.

Lors de la réorganisation de 1796 le 15e régiment de dragons garde son nom

### 16edragons
Le 16e régiment de dragons est formé du régiment d'Orléans dragons, créé en 1718.
Historique
Le 16e régiment de dragons fait les campagnes de 1792 et 1793 à l'armée de la Moselle et celle de 1794 à l'armée de l'Ouest.

Lors de la réorganisation de 1796 le 16e régiment de dragons garde son nom

### 17edragons
Le 17e régiment de dragons est formé du régiment de Schomberg dragons, créé en 1743.
Historique
Le 17e régiment de dragons fait les campagnes de 1792, 1793 et 1794 à l'armée du Rhin.

Lors de la réorganisation de 1796 le 17e régiment de dragons garde son nom

### 18edragons
Le 18e régiment de dragons est formé du régiment des Dragons du Roi, créé en 1744.
Historique
Le 18e régiment de dragons fait les campagnes de 1792, 1793 et 1794 à l'armée des Pyrénées Occidentales.

Lors de la réorganisation de 1796 le 18e régiment de dragons garde son nom

### 19edragons
Le 19e régiment de dragons est formé le 24 février 1793 à partir de la cavalerie des volontaires d'Angers et des 1er escadrons des légions du Nord et des Francs.
Historique
Le 19e régiment de dragons fait les campagnes de 1793 et 1794 à l'armée de l'Ouest.

Lors de la réorganisation de 1796 le 19e régiment de dragons garde son nom

### 20edragons
Le 20e régiment de dragons est formé en 1793 à partir des dragons de Jemmapes.
Historique
Le 20e régiment de dragons fait les campagnes de 1793 et 1794 à l'armée du Nord.

Lors de la réorganisation de 1796 le 20e régiment de dragons garde son nom

### 21edragons
Le 21e régiment de dragons est formé en 1793 à partir des dragons de la Manche et de la cavalerie de la légion de la Police.
Historique
Le 21e régiment de dragons fait les campagnes de 1793 et 1794 à l'armée du Nord.

Lors de la réorganisation de 1796 le 21e régiment de dragons garde son nom

## Numéros d'ordre des régiments de chasseurs à cheval
Régiments de chasseurs à cheval
Les 6 premiers régiments de chasseurs à cheval ont été formés en 1779 à partir des escadrons de chasseurs créés en 1776 dans chacun des 24 régiments de dragons existant à cette époque.

Le 17 mars 1788, les régiments de dragons de Boufflers, de Montmorency, Deux-Ponts, Durfort, Ségur et Languedoc, constituèrent 6 nouveaux régiments de chasseurs à cheval et prirent les 6 premiers numéros. 
A la même période, les 6 autres régiments de chasseurs à cheval qui avait été formés à partir des escadrons de chasseurs déjà existant prirent les numéros de 7 à 12.

De 1793 à 1795, 13 nouveaux régiments de chasseurs à cheval furent créés, avec la cavalerie des légions dissoutes le 25 novembre 1793, et de quelques corps francs, et qui ont pris les numéros de 13 à 25.

### 1erchasseurs à cheval
Le 1er régiment de chasseurs à cheval est formé du régiment des chasseurs d'Alsace, ci-devant régiment de Boufflers dragons créé en 1666.
Historique
Le 1er régiment de chasseurs à cheval fait les campagnes de 1792, 1793 et 1794 à l'armée de la Moselle.

Le régiment se distingue à la bataille de Valmy le 20 septembre 1792 et à la bataille d'Arlon le 7 juin 1793.

Lors de la réorganisation de 1796 le 1er régiment de chasseurs à cheval garde son nom

### 2echasseurs à cheval
Le 2e régiment de chasseurs à cheval est formé du régiment des chasseurs des Évêchés, ci-devant régiment de Montmorency dragons créé en 1675.
Historique
Le 2e régiment de chasseurs à cheval fait les campagnes de 1792, 1793 et 1794 à l'armée du Rhin.

Lors de la réorganisation de 1796 le 2e régiment de chasseurs à cheval garde son nom

### 3echasseurs à cheval
Le 3e régiment de chasseurs à cheval est formé du régiment des chasseurs de Flandre, ci-devant régiment de Deux-Ponts dragons créé en 1675.
Historique
Le 3e régiment de chasseurs à cheval fait les campagnes de 1792, 1793 et 1794 à l'armée du Nord.

Le régiment s'est illustré à la bataille de Jemmapes le 6 novembre 1792.

Lors de la réorganisation de 1796 le 3e régiment de chasseurs à cheval garde son nom

### 4echasseurs à cheval
Le 4e régiment de chasseurs à cheval est formé du régiment des chasseurs de Franche-Comté, ci-devant régiment de Durfort dragons créé en 1675.
Historique
Le 4e régiment de chasseurs à cheval fait les campagnes de 1792, 1793 et 1794 à l'armée du Rhin.

Lors de la réorganisation de 1796 le 4e régiment de chasseurs à cheval garde son nom

### 5echasseurs à cheval
Le 5e régiment de chasseurs à cheval est formé du régiment des chasseurs du Hainaut, ci-devant régiment de Ségur dragons créé en 1675.
Historique
Le 5e régiment de chasseurs à cheval fait les campagnes de 1792, 1793 et 1794 à l'armée du Nord.

Lors de la réorganisation de 1796 le 5e régiment de chasseurs à cheval garde son nom

### 6echasseurs à cheval
Le 6e régiment de chasseurs à cheval est formé du régiment des chasseurs du Languedoc, ci-devant régiment de Languedoc dragons créé en 1676.
Historique
Le 6e régiment de chasseurs à cheval fait les campagnes de 1792, 1793 et 1794 à l'armée du Nord et participe à la bataille de Jemappes.

Le régiment faisait partie de la garnison de Mayence en 1793.

Lors de la réorganisation de 1796 le 6e régiment de chasseurs à cheval garde son nom

### 7echasseurs à cheval
Le 7e régiment de chasseurs à cheval est formé du régiment des chasseurs de Picardie créé en 1779.
Historique
Le 7e régiment de chasseurs à cheval fait les campagnes de 1792 et 1793 à l'armée du Rhin et celle de 1794 à l'armée de l'Ouest.

Le régiment faisait partie de la garnison de Mayence du 24 mars au 24 juillet en 1793.

Lors de la réorganisation de 1796 le 7e régiment de chasseurs à cheval garde son nom

### 8echasseurs à cheval
Le 8e régiment de chasseurs à cheval est formé le 31 mars 1791, à Fort-Louis, du régiment des chasseurs de Guyenne créé en 1779.
Historique
Le 8e régiment de chasseurs à cheval fait les campagnes de 1792, 1793 et 1794 à l'armée du Rhin.

Lors de la réorganisation de 1796 le 8e régiment de chasseurs à cheval garde son nom

### 9echasseurs à cheval
Le 9e régiment de chasseurs à cheval est formé du régiment des chasseurs de Lorraine créé en 1779.
Historique
Le 9e régiment de chasseurs à cheval fait les campagnes de 1792, 1793 et 1794 aux armées de la Moselle et de Sambre-et-Meuse.

Le régiment s'illustre à la bataille de Valmy le 20 septembre 1792. Lors du combat de Pirmasens, le 14 septembre 1793, le 9e chasseurs à cheval mis en déroute et tailla en pièce 3 régiments ennemis.

Lors de la réorganisation de 1796 le 9e régiment de chasseurs à cheval garde son nom

### 10echasseurs à cheval
Le 10e régiment de chasseurs à cheval est formé du régiment des chasseurs de Bretagne créé en 1779.
Historique
Le 10e régiment de chasseurs à cheval fait les campagnes de 1792, 1793 et 1794 à l'armée du Rhin.

Le régiment s'illustre à la bataille de Valmy le 20 septembre 1792.

Lors de la réorganisation de 1796 le 10e régiment de chasseurs à cheval garde son nom

### 11echasseurs à cheval
Le 11e régiment de chasseurs à cheval est formé du régiment des chasseurs de Normandie créé en 1779.
Historique
Le 11e régiment de chasseurs à cheval fait les campagnes de 1792, 1793 et 1794 à l'armée du Nord.

Le régiment s'illustre à la bataille de Jemmapes le 6 novembre 1792.

Lors de la réorganisation de 1796 le 11e régiment de chasseurs à cheval garde son nom

### 12echasseurs à cheval
Le 12e régiment de chasseurs à cheval est formé du régiment des chasseurs de Champagne créé en 1779.
Historique
Le 12e régiment de chasseurs à cheval fait les campagnes de 1792, 1793 et 1794 à l'armée du Nord.

Le régiment s'illustre à la bataille de Jemmapes le 6 novembre 1792.

Lors de la réorganisation de 1796 le 12e régiment de chasseurs à cheval garde son nom

### 13echasseurs à cheval
Le 13e régiment de chasseurs à cheval créé le 13 floréal an II (5 mars 1794) est formé de la légion américaine dite de Saint-Georges, qui avait été formée le 6 décembre 1792 avec les hussards du Midi et plusieurs compagnies de cavalerie nationale qui avaient été organisées le 19 août 1792 pour le camp de Paris. 

Le 13e chasseurs à cheval fut renforcé, après sa création, par l'incorporation de la compagnie noire, et de détachements des dragons de la Manche (le 16 août 1793), des dragons de la Seine-Inférieure (le 3 septembre 1793), des dragons du Calvados, d'une partie de la cavalerie de la légion du Nord et de la Cavalerie de la Légion Franche des Bataves, (le 18 novembre 1793).

Le 13e chasseurs à cheval fut renforcé, en mars 1795, par le 13e régiment bis de chasseurs à cheval, 
Historique
Le 13e régiment de chasseurs à cheval fait les campagnes de 1792, 1793 et 1794 à l'armée du Nord.

Le régiment s'illustre à la bataille de Jemmapes le 6 novembre 1792.

Lors de la réorganisation de 1796 le 13e régiment de chasseurs à cheval garde son nom

### 13echasseurs à cheval bis
Le 13e régiment bis chasseurs à cheval créé en mars 1794 et composé d'un seul escadron qui est transféré à Brest. N'ayant pu partir pour Saint-Domingue il est réuni aux escadrons de la Légion du Nord, des dragons de la Montagne et de la cavalerie nationale, sous le nom de 13e régiment bis de chasseurs à cheval
Historique
Le 13e régiment bis de chasseurs à cheval est réuni, en germinal an III (avril 1795), au 13e régiment de chasseurs à cheval

### 14echasseurs à cheval
Le 14e régiment de chasseurs à cheval créé le (5 mars 1793) est formé des hussards de l'Égalité, de la cavalerie de la légion des Alpes et des hussards de la Mort.
Historique
Le 14e régiment de chasseurs à cheval fait les campagnes de 1793 et 1794 à l'Armée de l'Ouest.

Lors de la réorganisation de 1796 le 14e régiment de chasseurs à cheval garde son nom

### 15echasseurs à cheval
Le 15e régiment de chasseurs à cheval créé le 7 mars 1793 est formé des chasseurs Bretons, des chasseurs Bourguignons dits chasseurs de Beysser et des chasseurs de la Côte-d'Or.
Historique
Le 15e régiment de chasseurs à cheval fait les campagnes de 1793 et 1794 à l'Armée de l'Ouest.

Lors de la réorganisation de 1796 le 15e régiment de chasseurs à cheval garde son nom

### 16echasseurs à cheval
Le 16e régiment de chasseurs à cheval créé le 7 mars 1793 est formé des chasseurs Normands dits chasseurs de la Bretèche ou chasseurs Normands de la Bretèche.
Historique
Le 16e régiment de chasseurs à cheval fait les campagnes de 1793 et 1794 à l'armée du Nord.

Lors de la réorganisation de 1796 le 16e régiment de chasseurs à cheval garde son nom

### 17echasseurs à cheval
Le 17e régiment de chasseurs à cheval créé le 9 mai 1793 est formé d'un corps de chevau-légers belges.
Historique
Le 17e régiment de chasseurs à cheval fait les campagnes de 1793 et 1794 à l'armée du Nord.

Ce régiment est licencié en 1795.

### 18echasseurs à cheval
Le 18e régiment de chasseurs à cheval créé le 9 mai 1793 est formé de chasseurs à cheval belges et de dragons de Bruxelles.
Historique
Le 18e régiment de chasseurs à cheval fait la campagne de 1793 à l'armée du Nord et celle de 1794 à l'armée du Rhin.

Ce régiment est licencié en 1795.

### 19echasseurs à cheval
Le 19e régiment de chasseurs à cheval créée le 9 juin 1793 est formé avec la ci-devant légion de Rosenthal formée en 1792.
Historique
Le 19e régiment de chasseurs à cheval fait les campagnes de 1792 et 1793 aux armées de l'Ouest et des Pyrénées Orientales et celle de 1794 aux armées armées du Rhin, de l'Ouest et des Pyrénées.

Lors de la réorganisation de 1796 le 19e régiment de chasseurs à cheval garde son nom

### 20echasseurs à cheval
Le 20e régiment de chasseurs à cheval créée en 1793 est formé avec une partie de la cavalerie de la légion de la Moselle.
Historique
Le 20e régiment de chasseurs à cheval fait les campagnes de 1793 et 1794 aux armées des Ardennes et de Sambre-et-Meuse.

Lors de la réorganisation de 1796 le 20e régiment de chasseurs à cheval garde son nom

### 21echasseurs à cheval
Le 21e régiment de chasseurs à cheval créée en 1793 est formé avec des hussards Braconniers.
Historique
Le 21e régiment de chasseurs à cheval fait les campagnes de 1793 et 1794 à l'armée du Nord.

Lors de la réorganisation de 1796 le 21e régiment de chasseurs à cheval garde son nom
Personnalités
Joachim Murat, alors chef d'escadron

### 22echasseurs à cheval
Le 22e régiment de chasseurs à cheval créée en 1793 est formé avec la cavalerie de la légion des Pyrénées-Orientales.
Historique
Le 22e régiment de chasseurs à cheval fait les campagnes de 1793 et 1794 à l'armée des Pyrénées.

Lors de la réorganisation de 1796 le 22e régiment de chasseurs à cheval garde son nom

### 23echasseurs à cheval
Le 23e régiment de chasseurs à cheval créé en septembre 1793 est formé avec les hussards de la légion des Ardennes.
Historique
Le 23e régiment de chasseurs à cheval fait les campagnes de 1793 et 1794 à l'armée du Nord.

Lors de la réorganisation de 1796 le 23e régiment de chasseurs à cheval garde son nom

### 24echasseurs à cheval
Le 24e régiment de chasseurs à cheval créée en 1793 est formé avec un corps de chasseurs volontaires.
Historique
Le 24e régiment de chasseurs à cheval fait les campagnes de 1793 et 1794 à l'armée des Pyrénées-Orientales.

Lors de la réorganisation de 1796 le 24e régiment de chasseurs à cheval garde son nom

### 25echasseurs à cheval
Le 25e régiment de chasseurs à cheval créée le 25 prairial an III (13 juin 1795) est formé de la cavalerie de la légion des Montagnes, créé le 28 frimaire an II (18 décembre 1793).
Historique
Le 25e régiment de chasseurs à cheval fait la campagne de 1794 à l'armée d'Italie.

Lors de la réorganisation de 1796 le 25e régiment de chasseurs à cheval garde son nom

## Numéros d'ordre des régiments de hussards
Régiments de hussards
Les anciens régiments prirent les numéros de 1 à 6. 

L'ordonnance du 1er janvier 1791 créé 8 nouveaux régiments de hussards qui prirent le numéros de 6 à 12. Après l'émigration du régiment des hussards de Saxe, les anciens régiments se trouvèrent réduit à 5. Ainsi, par décret du 4 juin 1793, les régiments portant les numéros 5 à 10 avancent d'un rang. Le régiment Colonel-Général hussards qui avait le numéro 5 pris le numéro 4, le régiment de Lauzun hussards qui avait le numéro 6 pris le numéro 5 et 7e régiment de hussards qui était le premier régiment de nouvelle formation pris le numéro 6e et ainsi de suite.

### 1erhussards
Le 1er régiment de hussards est formé du régiment de Berchény hussards créé en 1719.
par décret du 4 juin 1793, les 2 escadrons de cavalerie du Calvados sont réunis au 1er hussards.
Historique
Le 1er régiment de hussards fait les campagnes de 1792 et 1793 à l'armée du Nord et celle de 1794 à l'armée des Alpes .

Le régiment se distingue à la bataille de Jemmapes le 6 novembre 1792.

Lors de la réorganisation de 1796 le 1er régiment de hussards garde son nom.

### 2ehussards
Le 2e régiment de hussards est formé du régiment de Chamborant hussards créé en 1734.
Historique
Le 2e régiment de hussards fait les campagnes de 1792, 1793 et 1794 à l'armée du Nord et participe à la bataille de Jemappes.

Lors de la réorganisation de 1796 le 2e régiment de hussards garde son nom.

### 3ehussards
Le 3e régiment de hussards est formé du régiment d'Esterhazy hussards créé en 1764.
Historique
Le 3e régiment de hussards fait les campagnes de 1792, 1793 et 1794 à l'armée de la Moselle.

Le régiment se distingue à la bataille de Jemmapes le 6 novembre 1792 puis à la bataille d'Arlon le 7 juin 1793.

Lors de la réorganisation de 1796 le 3e régiment de hussards garde son nom.

### 4ehussards
Le 4e régiment de hussards est formé du régiment de Saxe hussards créé en 1764 à partir de la cavalerie de la légion de Conflans.
Historique
Le 4e régiment de hussards émigre en 1793.

Par décret du 4 juin 1793, le 4e hussards (Saxe), qui a émigré, est rayé des contrôles de l'armée, et le numéro 4 est alors repris par le 5e régiment de hussards.

Lors de la réorganisation de 1796 le 4e régiment de hussards garde son nom.

### 5ehussards devenu4ehussards
Le 5e régiment de hussards est formé du régiment Colonel-Général hussards créé en 1779, il prend le nom de 4e régiment de hussards en 1793.
Historique
Le 5e régiment de hussards fait les campagnes de 1792, 1793 et 1794 à l'armée du Nord.

Par décret du 4 juin 1793, le 4e hussards (Saxe), qui a émigré, est rayé des contrôles de l'armée, et le 5e régiment hussards prend le nom de 4e régiment de hussards.

### 6ehussards devenu5ehussards
Le 6e régiment de hussards est formé du régiment de Lauzun hussards créé en 1783, il prend le nom de 5e régiment de hussards en 1793.
Historique
Le 6e régiment de hussards fait les campagnes de 1792, 1793 et 1794 à l'armée du Nord et participe à la bataille de Jemappes.

Le régiment se distingue à la bataille de Nerwinden le 18 mars 1793.

Par décret du 4 juin 1793, le 4e hussards (Saxe), qui a émigré, est rayé des contrôles de l'armée, et le 6e régiment hussards prend le nom de 5e régiment de hussards.

Lors de la réorganisation de 1796 le 5e régiment de hussards garde son nom.

### 7ehussards devenu6ehussards
Le 7e régiment de hussards qui est créé le 2 septembre 1792, sous le nom de hussards défenseurs de la Liberté et de l'Égalité également connu sous l'appellation de troupes légères à cheval, troupes légères de Boyer ou légion Boyer du nom de son colonel Étienne Gabriel Boyer.

Le régiment fut organisé en régiment de hussards le 23 novembre 1792, puis prend le nom de 6e régiment de hussards en 1793.

Lors de la réorganisation de 1796 le 6e régiment de hussards garde son nom.
Historique
Le 7e régiment de hussards fait les campagnes de 1792, 1793 et 1794 à l'armée du Nord.

Le régiment se distingue à la bataille de Jemmapes le 6 novembre 1792.

Par décret du 4 juin 1793, le 4e hussards (Saxe), qui a émigré, est rayé des contrôles de l'armée, et le 7e régiment hussards prend le nom de 6e régiment de hussards.

Lors de la réorganisation de 1796 le 6e régiment de hussards garde son nom.

### 8ehussards devenu7ehussards
Le 8e régiment de hussards est créé le 23 novembre 1792 sous le nom de troupes légères de Lamothe ou légion Lamothe du nom de son colonel Lamothe, il prend le nom de 7e régiment de hussards en 1793.

En 1794, ses effectifs sont renforcés d'une partie du régiment Royal-Allemand cavalerie et du 4e escadron du régiment de Saxe hussards resté fidèle à la République. 
Historique
Le 8e régiment de hussards fait les campagnes de 1793 et 1794 à l'armée de la Moselle.

Par décret du 4 juin 1793, le 4e hussards (Saxe), qui a émigré, est rayé des contrôles de l'armée, et le 8e régiment de hussards prend le nom de 7e régiment de hussards.

Lors de la réorganisation de 1796 le 7e régiment de hussards garde son nom.

### 7ebishussards
Le 7e régiment bis de hussards est formé en 1793 avec le 1er corps des hussards de la Liberté créé le 2 septembre 1792.
Historique
Le 7e régiment bis de hussards fait les campagnes de 1792, 1793 et 1794 à l'armée du Nord.

Lors de la réorganisation de 1796 le 7e régiment bis de hussards garde son nom.

### 9ehussards devenu8ehussards
Le 9e régiment de hussards est créé le 26 février 1793 avec la légion des éclaireurs à cheval de l'armée du Centre créé le 23 novembre 1792. Il prend le nom de 8e régiment de hussards le 4 juin 1793.
Historique
Le 9e régiment de hussards fait les campagnes de 1792 et 1793 à l'armée de la Moselle et celle de 1794 aux armées de l'Ouest et du Nord.

Par décret du 4 juin 1793, le 4e hussards (Saxe), qui a émigré, est rayé des contrôles de l'armée, et le 9e régiment de hussards prend le nom de 8e régiment de hussards.

Le régiment se distingue particulièrement à la bataille de Boxtel (en), le 30 fructidor an II (16 septembre 1794), ou 30 hussards de ce régiment font prisonniers 2 bataillons hessois.

Lors de la réorganisation de 1796 le 8e régiment de hussards garde son nom.

### 10ehussards devenu9ehussards
Le 10e régiment de hussards est créé le 23 mars 1793 avec le 2e corps des hussards de la Liberté créé le 2 septembre 1792. Il prend le nom de 9e régiment de hussards en juin 1793.
Historique
Le 10e régiment de hussards fait les campagnes de 1792, 1793 et 1794 à l'armée du Nord.

Par décret du 4 juin 1793, le 4e hussards (Saxe), qui a émigré, est rayé des contrôles de l'armée, et le 10e régiment de hussards prend le nom de 9e régiment de hussards.

Lors de la réorganisation de 1796 le 9e régiment de hussards garde son nom.

### 11ehussards devenu10ehussards
Le 11e régiment de hussards est créé le 2 février 1793 sous le nom de hussards de Jemmapes, hussards Noirs ou encore hussards francs du Nord. Il prend le nom de 10e régiment de hussards en juin 1793.
Historique
Le 11e régiment de hussards fait les campagnes de 1793 et 1794 à l'armée du Nord.

Par décret du 4 juin 1793, le 4e hussards (Saxe), qui a émigré, est rayé des contrôles de l'armée, et le 11e régiment de hussards prend le nom de 10e régiment de hussards.

Lors de la réorganisation de 1796 le 10e régiment de hussards garde son nom.

### 11ehussards
Le 11e régiment de hussards est créé le 26 juin 1793 avec la cavalerie de la légion germanique et du corps appelé cavalerie Révolutionnaire. 
Historique
Le 11e régiment de hussards fait les campagnes de 1793 et 1794 aux armées de la Moselle et de l'Ouest.

Lors de la réorganisation de 1796 le 11e régiment de hussards garde son nom.

### 12ehussards
Le 12e régiment de hussards est créé le 30 ventôse an II (20 mars 1794) avec les hussards de la Montagne, créé le 6 novembre 1793. 
Historique
Le 12e régiment de hussards fait la campagne de 1794 à l'armée des Pyrénées Occidentales.

Lors de la réorganisation de 1796 le 12e régiment de hussards garde son nom.

## Infanterie
Avant 1791, on distinguait plusieurs corps d'infanterie :
- Les régiments royaux
- Les régiments des princes
- Les régiments de gentilshommes
- Les régiments du nom de provinces

L'ordonnance du 1er janvier 1791 fait disparaître ces diverses dénominations et réorganise les corps d'infanterie de l'armée française en 101 régiments, dont 78 français, 12 allemands et irlandais et 11 régiments suisses.